# Michael Hutchinson
Michael Edward Hutchinson, född 2 mars 1990 i Barrie, är en kanadensisk professionell ishockeymålvakt som vaktar SaiPas bur sedan november 2024.
Han har tidigare spelat på NHL-nivå för Florida Panthers och Winnipeg Jets och på lägre nivåer för Springfield Thunderbirds, Manitoba Moose, St. John's IceCaps och Providence Bruins i AHL, Reading Royals och Ontario Reign i ECHL och Barrie Colts och London Knights i OHL.

## Spelarkarriär

### NHL

#### Boston Bruins
Hutchinson draftades i tredje rundan i 2008 års draft av Boston Bruins som 77:e spelare totalt.

#### Winnipeg Jets
Han tog aldrig en plats i Bruins och skrev istället på ett kontrakt med Winnipeg Jets den 19 juli 2013.
Hutchinson spelade delar av fem säsonger i Jets mellan 2013 och 2018.

#### Florida Panthers
Den 1 juli 2018 skrev han som free agent på ett ettårskontrakt värt 1,3 miljoner dollar med Florida Panthers.

#### Toronto Maple Leafs
Han tradades till Toronto Maple Leafs den 29 december 2018 i utbyte mot ett draftval i femte rundan 2020.
SaiPa
Den 12 november 2024 flyttade Hutchinson till gultröjade SaiPa i Liiga.

## Statistik
M = Matcher, V = Vinster, F = Förluster, O = Oavgjorda, ÖF = Förluster på övertid eller straffar, MIN = Spelade minuter, IM = Insläppta Mål, N = Hållit nollan, GIM = Genomsnitt insläppta mål per match, R% = Räddningsprocent

### Grundserie
| Källa: Uppdaterad: 2019-01-10 | Källa: Uppdaterad: 2019-01-10 | Källa: Uppdaterad: 2019-01-10 | Källa: Uppdaterad: 2019-01-10 | Källa: Uppdaterad: 2019-01-10 | Källa: Uppdaterad: 2019-01-10 | Källa: Uppdaterad: 2019-01-10 | Källa: Uppdaterad: 2019-01-10 | Källa: Uppdaterad: 2019-01-10 | Källa: Uppdaterad: 2019-01-10 | Källa: Uppdaterad: 2019-01-10 | Källa: Uppdaterad: 2019-01-10 | Källa: Uppdaterad: 2019-01-10 |  |
| Säsong                        | Lag                           | Liga                          | M                             | V                             | F                             | O                             | ÖF                            | MIN                           | IM                            | N                             | GIM                           | R%                            |  |
| ----------------------------- | ----------------------------- | ----------------------------- | ----------------------------- | ----------------------------- | ----------------------------- | ----------------------------- | ----------------------------- | ----------------------------- | ----------------------------- | ----------------------------- | ----------------------------- | ----------------------------- |  |
| 2005–06                       | Markham Majors                | GTHL                          | 34                            | —                             | —                             | —                             | —                             | 1530                          | 69                            | 9                             | 2.02                          | —                             |  |
| 2006–07                       | Orangeville Crushers          | OPJHL                         | 8                             | 1                             | 4                             | 0                             | —                             | —                             | 24                            | 0                             | 4.99                          | —                             |  |
|                               | Barrie Colts                  | OHL                           | 14                            | 8                             | 3                             | 0                             | —                             | 768                           | 27                            | 0                             | 2.11                          | .934                          |  |
| 2007–08                       | Barrie Colts                  | OHL                           | 32                            | 12                            | 15                            | 4                             | —                             | 1826                          | 92                            | 1                             | 3.02                          | .912                          |  |
| 2008–09                       | Barrie Colts                  | OHL                           | 38                            | 15                            | 20                            | 4                             | —                             | 2146                          | 108                           | 5                             | 3.02                          | .915                          |  |
| 2009–10                       | London Knights                | OHL                           | 46                            | 32                            | 12                            | 2                             | —                             | 2667                          | 127                           | 3                             | 2.86                          | .913                          |  |
| 2010–11                       | Providence Bruins             | AHL                           | 28                            | 13                            | 10                            | 1                             | —                             | 1476                          | 77                            | 1                             | 3.13                          | .904                          |  |
|                               | Reading Royals                | ECHL                          | 18                            | 9                             | 5                             | 4                             | —                             | 1049                          | 50                            | 1                             | 2.86                          | .918                          |  |
| 2011–12                       | Providence Bruins             | AHL                           | 29                            | 13                            | 14                            | 1                             | —                             | 1680                          | 66                            | 3                             | 2.36                          | .927                          |  |
|                               | Reading Royals                | ECHL                          | 2                             | 1                             | 1                             | 0                             | —                             | 120                           | 7                             | 0                             | 3.50                          | .915                          |  |
| 2012–13                       | Providence Bruins             | AHL                           | 29                            | 13                            | 13                            | 3                             | —                             | 1749                          | 67                            | 3                             | 2.30                          | .914                          |  |
| 2013–14                       | Winnipeg Jets                 | NHL                           | 3                             | 2                             | 1                             | 0                             | 0                             | 183                           | 5                             | 0                             | 1.64                          | .943                          |  |
|                               | St. John's IceCaps            | AHL                           | 24                            | 17                            | 5                             | 1                             | —                             | 1383                          | 53                            | 3                             | 2.30                          | .923                          |  |
|                               | Ontario Reign                 | ECHL                          | 28                            | 22                            | 4                             | 2                             | —                             | 1671                          | 58                            | 3                             | 2.08                          | .921                          |  |
| 2014–15                       | Winnipeg Jets                 | NHL                           | 38                            | 21                            | 10                            | 5                             | —                             | 2138                          | 85                            | 2                             | 2.39                          | .914                          |  |
| 2015–16                       | Winnipeg Jets                 | NHL                           | 30                            | 9                             | 15                            | 3                             | —                             | 1586                          | 75                            | 0                             | 2.84                          | .907                          |  |
| 2016–17                       | Winnipeg Jets                 | NHL                           | 28                            | 9                             | 12                            | 3                             | —                             | 1386                          | 67                            | 1                             | 2.92                          | .903                          |  |
| 2017–18                       | Winnipeg Jets                 | NHL                           | 3                             | 2                             | 1                             | 0                             | —                             | 129                           | 7                             | 0                             | 3.26                          | .927                          |  |
|                               | Manitoba Moose                | AHL                           | 26                            | 17                            | 5                             | 4                             | —                             | 1561                          | 54                            | 2                             | 2.08                          | .935                          |  |
| 2018–19                       | Florida Panthers              | NHL                           | 4                             | 1                             | 1                             | 2                             | —                             | 202                           | 14                            | 0                             | 4.18                          | .839                          |  |
|                               | Springfield Thunderbirds      | AHL                           | 8                             | 2                             | 3                             | 2                             | —                             | 433                           | 24                            | 0                             | 3.33                          | .906                          |  |
|                               | Toronto Maple Leafs           | NHL                           |                               |                               |                               |                               |                               |                               |                               |                               |                               |                               |  |
|                               | Toronto Marlies               | AHL                           |                               |                               |                               |                               |                               |                               |                               |                               |                               |                               |  |
| NHL totalt                    | NHL totalt                    | NHL totalt                    | 106                           | 44                            | 40                            | 13                            | 0                             | 5616                          | 253                           | 3                             | 2.70                          | .907                          |  |
| AHL totalt                    | AHL totalt                    | AHL totalt                    | 109                           | 54                            | 42                            | 6                             | —                             | 6168                          | 259                           | 9                             | 2.53                          | .917                          |  |
| ECHL totalt                   | ECHL totalt                   | ECHL totalt                   | 52                            | 32                            | 10                            | 6                             | —                             | 2840                          | 115                           | 4                             | 2.81                          | .918                          |  |
| OHL totalt                    | OHL totalt                    | OHL totalt                    | 130                           | 68                            | 54                            | 10                            | —                             | 7407                          | 354                           | 9                             | 2.75                          | .918                          |  |

### Slutspel
| 2006–2007  | Barrie Colts      | OHL        | 1  | 1  | 0  | —   | 1  | 0 | 1.33 | .940 |
| 2007–2008  | Barrie Colts      | OHL        | 8  | 4  | 4  | —   | 22 | 1 | 2.64 | .941 |
| 2008–2009  | Barrie Colts      | OHL        | 3  | 0  | 2  | 112 | 10 | 0 | 5.37 | .872 |
| 2009–2010  | London Knights    | OHL        | 12 | 7  | 4  | 686 | 47 | 0 | 4.11 | .938 |
| 2012–2013  | Providence Bruins | AHL        | 2  | 0  | 0  | 49  | 1  | 0 | 1.22 | .938 |
| AHL totalt | AHL totalt        | AHL totalt | 2  | 0  | 0  | 49  | 1  | 0 | 1.22 | .938 |
| OHL totalt | OHL totalt        | OHL totalt | 24 | 12 | 10 | 798 | 80 | 1 | 3.36 | .905 |